# Arte dei Maestri di Pietra e Legname
L'Arte dei Maestri di Pietra e del Legname è stata una delle Arti Minori delle corporazioni di arti e mestieri di Firenze.

## Storia
I membri di questa corporazione lavoravano tutti nel settore edilizio: architetti, muratori, capimastri e tutti gli artigiani impiegati nelle numerose attività connesse alle costruzioni. Nel Medioevo la maggior parte delle abitazioni era costruito in legno e mattoni intonacati; solo le chiese e i palazzi erano interamente realizzati in pietra, anche se spesso i tetti erano sostenuti da poderose capriate lignee, come ancora oggi si può vedere nella chiesa di Santa Croce. 
Anche le strutture sporgenti delle torri erano in legno, così come le tipiche costruzioni a sporti, dove grandi travi infilate in alcune buche sorreggevano i ballatoi e le bertesche aggettanti.

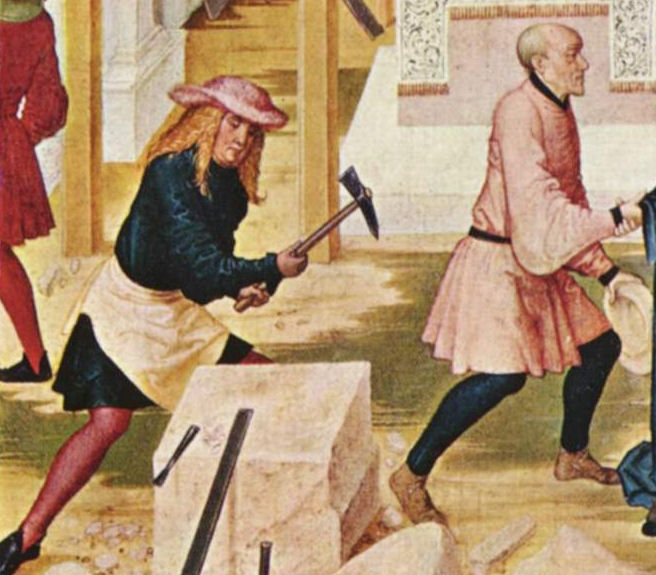
Tagliapietre al lavoro in un cantiere

Del resto è noto come il Duecento sia l'epoca delle case torri e delle consorterie, un periodo di belligeranza continua tra i membri delle fazioni avverse, che si combattevano tra loro a colpi di pietre o altre munizioni, a volte con l'ausilio di vere e proprie macchine da lancio posizionate sulla vetta della torre. 
Nel 1285 fu per un certo periodo tra le Arti mediane, consentendo anche ai loro rappresentanti di partecipare alla vita politica cittadina. 
Nonostante nel Quattrocento, con l'avvento della signoria medicea, il ruolo politico delle Arti fosse stato sensibilmente ridimensionato, l'iscrizione per l'esercizio di una professione restava ancora obbligatorio; paradossalmente Filippo Brunelleschi rifiutò di rinnovarla nel 1434 e per questo venne arrestato e messo in prigione, da cui uscì soltanto grazie all'intercessione dell'Opera del Duomo.

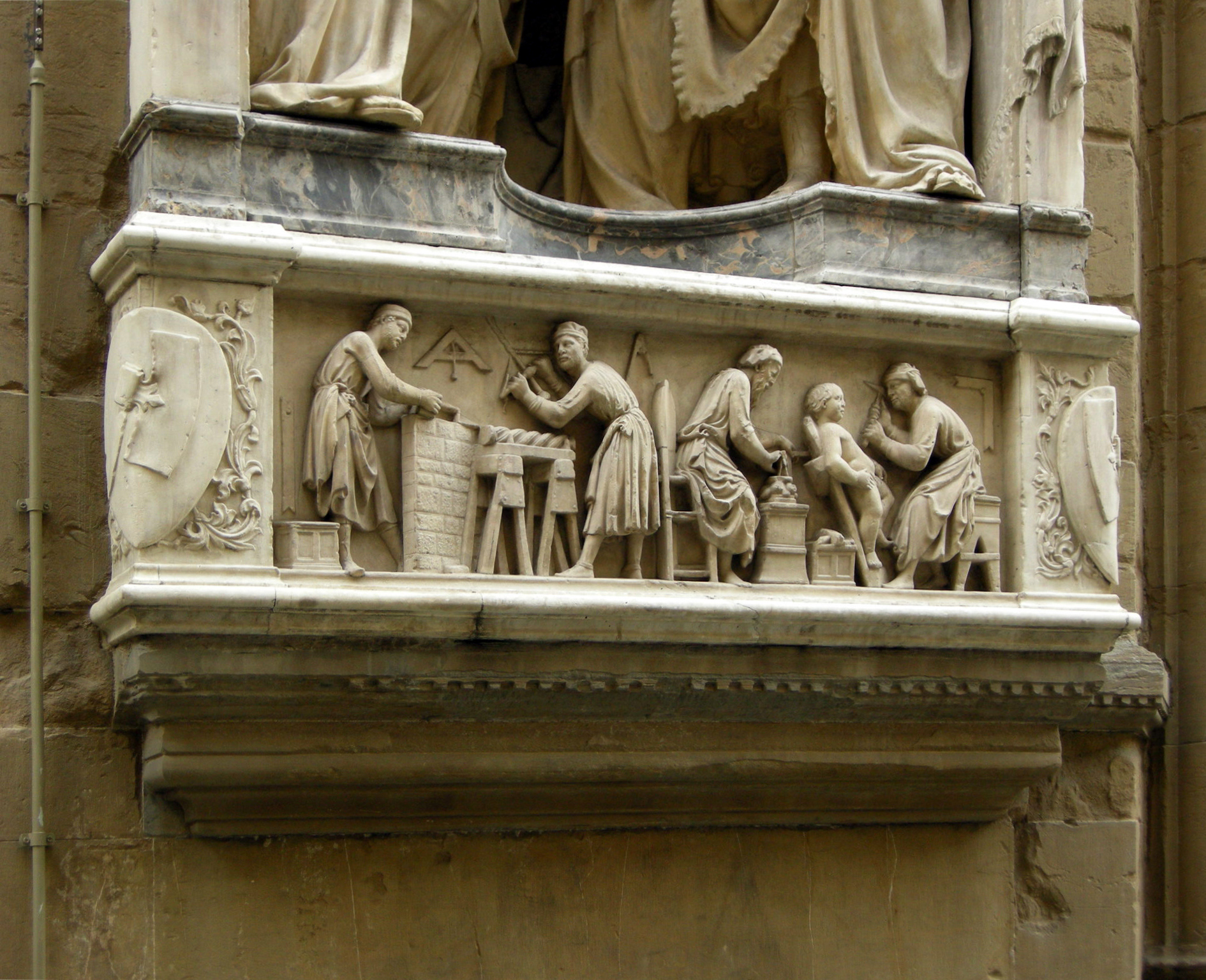
Il lavoro degli scalpellini, nel basamento della nicchia dei Maestri di Pietra e Legname in Orsanmichele

Il duca Alessandro I dei Medici nel 1534 decise di riformarne gli statuti delle Arti, riducendole a semplici associazioni di mestiere, senza più alcuna rilevanza sul piano politico. Le quattordici Arti Minori vennero raggruppate in quattro "Università". In particolare l'Università dei Fabbricanti riunì gli appartenenti alle Arti dei Fabbri, Chiavaioli, Maestri di Pietra e Legname, Corazzai e Spadai e Legnaioli.
Era governata da sei consoli, uno per arte ed il sesto a turno, cominciando dai Fabbri ed ebbe per protettrice la SS. Annunziata; l'insegna adottata fu un giglio bianco su fondo oro e la sede inizialmente prescelta fu quella dei Maestri di Pietra e Legname nel Chiasso dei Baroncelli. A seguito dell'accorpamento con l'università di Por San Piero nel 1583, la sede venne trasferita sotto gli Uffizi.
Nel 1770 Pietro Leopoldo soppresse tutte le Arti istituendo la Camera di Commercio.

## Organizzazione interna

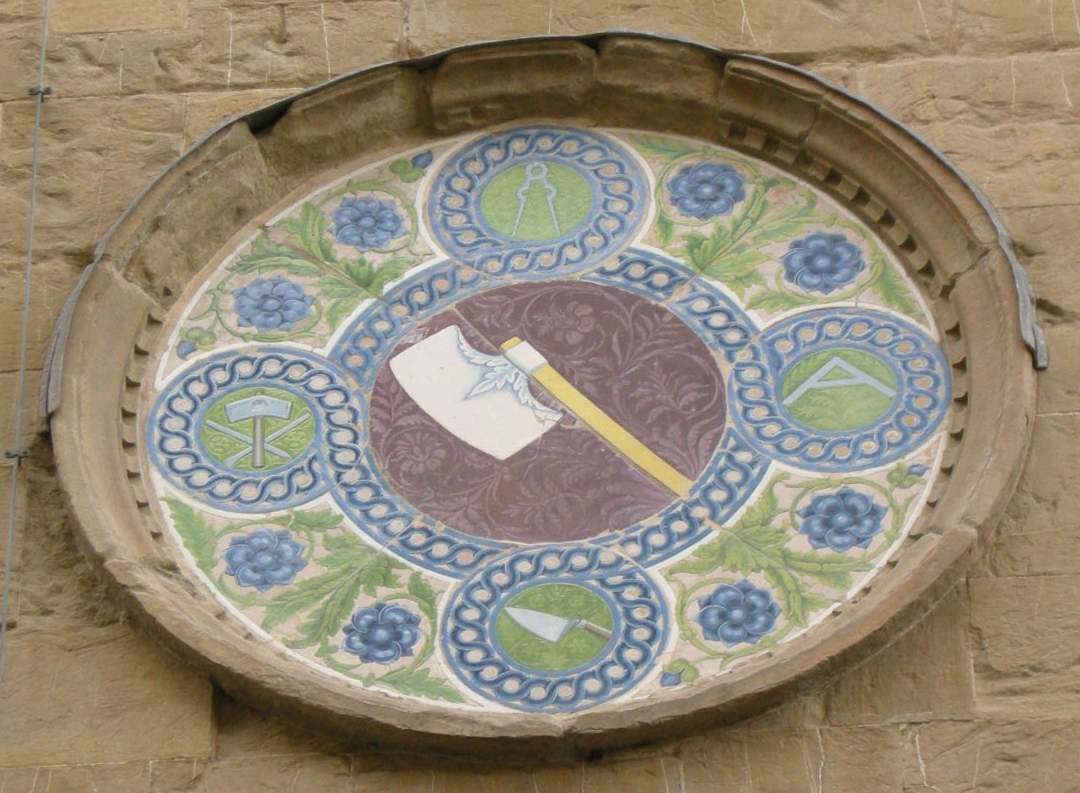
Lo stemma di Luca della Robbia in Orsanmichele

Il capomastro direttore dei lavori era detto magister operis e giungeva a questa carica dopo anni di esperienza grazie alla quale era in grado di progettare edifici e macchine, organizzare il cantiere dal punto di vista pratico e supervisionare l'esecuzione dei lavori.
Il maestro era dunque un architetto-ingegnere, ma non era l'unica figura professionale di riferimento nel cantiere; con lui collaboravano il maestro lapicida, il maestro carpentiere e il direttore per la posa dei tetti, che pur mantenendo un ruolo subalterno alla sua direzione generale, svolgevano un compito sostanzialmente diverso e più specializzato. L'attribuzione dell'appellativo di maestro in opera, a parte dei casi eccezionali, non si traduceva in particolari privilegi a titolo retributivo o di qualsiasi altro genere; la giornata lavorativa aveva così la stessa durata per tutti, 12 ore in estate e 8-9 in inverno, durante le quali, maestri ed operai condividevano gli stessi spazi.
Mentre i monumenti in stile gotico e rinascimentale prendevano forma però, molti altri venivano distrutti da quella che era la calamità più ricorrente del tempo, gli incendi, che scoppiavano di frequente e si propagavano con facilità proprio per la presenza di numerose strutture in legno, nelle case illuminate esclusivamente con le candele ed i lumi ad olio. Gli iscritti a questa corporazione agivano così anche da pompieri, accorrendo sul luogo dell'incendio insieme ai consoli dell'Arte, ma difficilmente riuscivano ad arginare la potenza devastante del fuoco.
Dino Compagni racconta infatti della portata distruttiva del rogo appiccato in città nel 1304 dai capi di Parte Nera, che si servirono del micidiale intruglio conosciuto come fuoco greco, per distruggere le case dei Cavalcanti; l'incendio divampò attaccando anche le altre abitazioni e distrusse molti altri palazzi e botteghe nell'area compresa tra il Mercato Vecchio e il Ponte Vecchio, sotto lo sguardo impotente dei fiorentini:
(Dino Compagni Cronica)

## Membri celebri
Era iscritto alla corporazione Andrea Orcagna, immatricolatosi nel 1352.

## Patronati
L'arte dei maestri di pietra e legname scelse i Quattro santi coronati come loro protettori; secondo la leggenda, Claudio, Nicostrato, Sinfronio e Castorio erano degli scultori romani convertitisi al Cristianesimo e quando si rifiutarono di scolpire una statua di Esculapio per l'imperatore Diocleziano, vennero martirizzati scorticati vivi. Un'altra leggenda medievale li voleva artefici del Tempio di Gerusalemme. 
Le statue all'interno della nicchia di Orsanmichele vennero eseguite da Nanni di Banco nel 1408 circa; un curioso aneddoto riporta l'imbarazzo di Nanni quando si accorse che le sue figure non riuscivano ad entrare nello stretto spazio del tabernacolo e dovette perciò chiedere consiglio al più esperto Donatello, che gli offrì il suo aiuto in cambio di una cena offerta ai garzoni della sua bottega; in realtà i quattro personaggi sono stati scolpiti in tre blocchi di marmo, per cui i due personaggi di destra sono stati ricavati da un unico blocco.